# Tereza Kerndlová
Tereza Kerndlová (ur. 6 października 1986 w Brnie) – czeska piosenkarka.

## Życiorys
Jest córką swingującego piosenkarza Lády Kerndla, z którym występuje na scenie od drugiego roku życia; kiedy miała dwa lata, występowała z nim na statkach płynących wzdłuż Europy, później grała z jego orkiestrą Jazz Friends na koncertach wielu popularnych czeskich wykonawców. Razem z ojcem nagrała osiem płyt studyjnych, m.in. Swingové vánoce, Buona sera (2002), Pár příběhů (2004) i Together Again (2007).
Przez pięć lat była chórzystką piosenkarki Ivy Bittovej. Brała udział także w konkursach stepowania, w tej dziedzinie jest sześciokrotną mistrzynią Czech, a także mistrzynią Europy i finalistką mistrzostw świata. Zajmowała się także dubbingiem, użyczyła głosu postaciom w ponad 20 serialach i filmach.

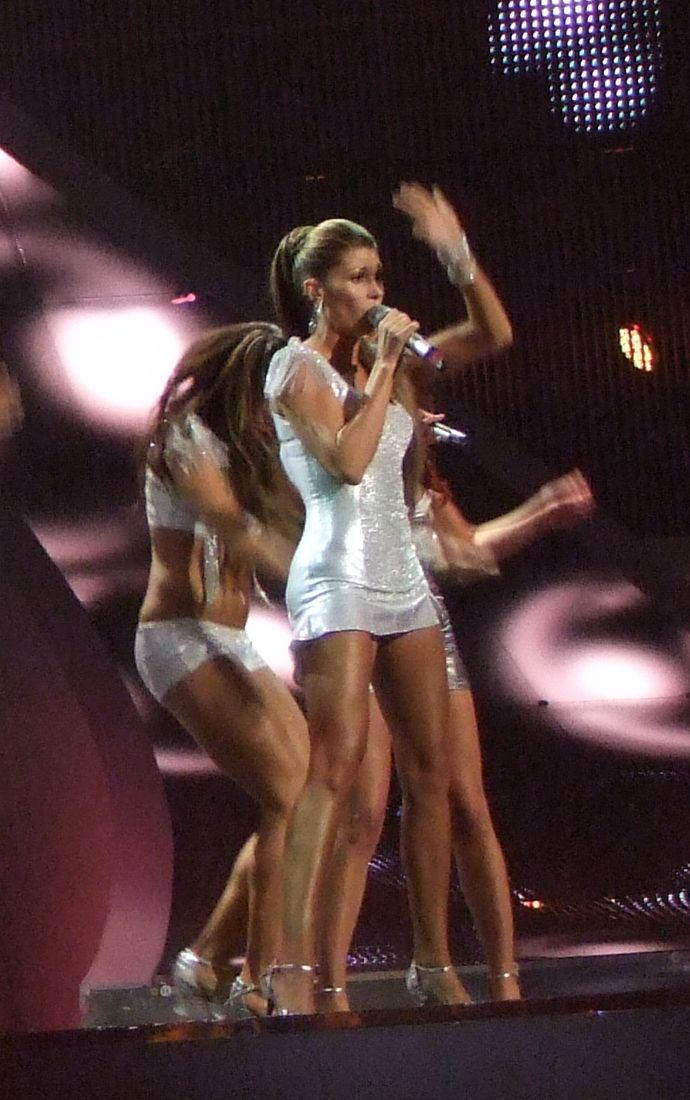
Kerndlová podczas 53. Konkursu Piosenki Eurowizji (2008)

W 2000 została jedną z wokalistek girls bandu Black Milk, w którym śpiewała z Terezą Černochovą i Heleną Zeťovą. Wydała z nimi dwa albumy studyjne: Modrej dým (2002) i Sedmkrát (2003), które z uwagi na wysoką sprzedaż uzyskały status platynowych płyt w kraju. W 2002 zdobyła z grupą nagrodę Český Slavík dla najlepszego nowego zespołu. Wiosną 2005 opuściła skład zespołu, by skupić się na karierze solowej. 
W 2006 wydała pierwszy solowy album pt. Orchidej. W tym samym czasie była twarzą firmy kosmetycznej Maybelline i wzięła udział w sesji zdjęciowej do kalendarza wydawanego przez firmę odzieżową Balmain. 5 listopada 2007 wydała album pt. Have Some Fun, a z tytułowym utworem w maju 2008 reprezentowała Czech w 53. Konkursie Piosenki Eurowizji w Belgradzie, na którym zajęła przedostatnie, 18. miejsce w półfinale, przez co nie awansowała do finału. W listopadzie tego samego roku wydała album pt. Retro, a w 2009 wypuściła jego reedycję, wzbogaconą o singiel „Holka jako ja”.
We wrześniu 2010 udostępniła tytułowy singiel ze swojej nowej płyty – „Schody z nebe”. Album wydała 24 października 2011. W maju 2013 do sprzedaży trafił składanka piosenek Kerndlovej pt. Singles Collection, który promowała singlami: „Tepe srdce mý” i „Klišé z plyše”.

## Solowa dyskografia

### Albumy studyjne
| Orchidej                    | - Data: 27 marca 2006 - Wydawca: Universal Music            | 7 |
| Have Some Fun               | - Data: 5 listopada 2007 - Wydawca: Universal Music         | – |
| Retro                       | - Data: 10 listopada 2008 - Wydawca: Universal Music        | 7 |
| Schody z nebe               | - Data: 24 października 2011 - Wydawca: Columbia/Sony Music | 5 |
| „—” album nie był notowany. |                                                             |   |